# لويس إنريكي براكامونتاس
لويس إنريكي براكامونتاس (بالإسبانية: Luis Enrique Bracamontes)‏ هو مهندس مكسيكي، ولد في 22 يونيو 1923 في Tapalpa ‏ في المكسيك، وتوفي في 15 يناير 2003 في مدينة مكسيكو في المكسيك.